# План Бальцеровича

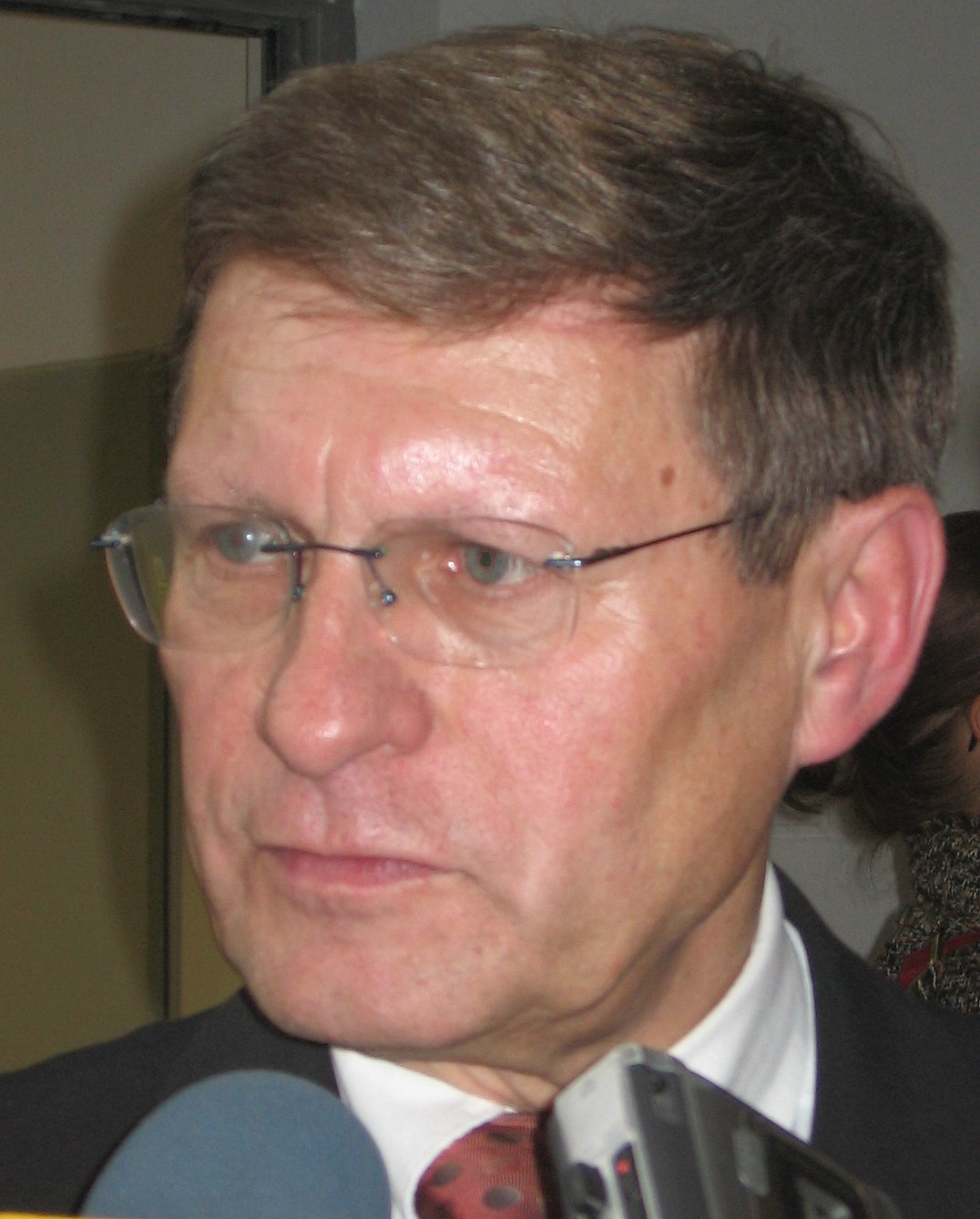
Лешек Бальцерович в 2006 році

План Бальцеровича (пол. Plan Balcerowicza), також отримав назву «шокова терапія» — план швидкого переходу Польщі від комуністичної економіки, заснованої на державній власності та централізованому плануванні, до капіталістичної ринкової економіки. Названий на честь автора, польського міністра і економіста Лешека Бальцеровича, був прийнятий в 1989 році.
Під час втілення плану відбулось тимчасове падіння виробництва, зростання було досягнуто у 1992 році. Аналогічні реформи були здійснені в ряді інших країн.

## Передумови
Після 45 років комуністичного правління, економіка Польщі була непристосована для інтеграції в світовий ринок. Темп інфляції дорівнював 639.6% і постійно зростав. Більшість державних монополій і компаній багато в чому були неефективними і повністю застарілими з точки зору використаних технологій. Попри це, практично не було безробіття, заробітна плата була низька, а економіка дефіциту призвела до відсутності навіть найосновніших продуктів харчування в магазинах. Після провалу комуністичного уряду на виборах 4 червня 1989, стало ясно, що попередній режим був більше не легітимним.
Неофіційні переговори в Маґдаленці, а потім переговори за круглим столом в 1989 році дозволили мирний перехід влади до демократично обраного уряду. Спочатку було вирішено, що уряд має бути сформований Тадеушем Мазовецьким та опозицією, а місце президента Польщі буде віддане колишньому лідерові ПОРП генералу Войцеху Ярузельському.

## План
У вересні 1989 року була створена експертна комісія під головуванням Лешека Бальцеровича, провідного польського економіста, міністра фінансів і заступника прем'єр-міністра Польщі. Серед членів комісії був Джордж Сорос та підтримувані ним Джеффрі Сакс, Станіслав Гомулка, Стефан Кавалець і Войцех Мішіаґ. Комісія підготувала план широкомасштабних реформ, які повинні були дозволити швидке перетворення економіки Польщі від застарілої та неефективної системи централізованого планування до капіталізму, подібного до держав Західної Європи та Америки.
6 жовтня відбулася презентація програми на державному телебаченні і в грудні Сейм ухвалив пакет з 11 актів, які були підписані президентом 31 грудня 1989. До них належали:
1. Закон про фінансову економію в державних компаніях, що дозволило державним підприємствам оголошувати банкрутство. Таким чином було покладено край фікції, завдяки якій могло існувати підприємство, навіть за відсутності ефективності та підзвітності.
2. Закон про банківську діяльність, який заборонив національному центральному банку фінансувати дефіцит державного бюджету і заборонив випуск нової валюти.
3. Закон про кредити, який скасував пільгове кредитування державних компаній і прив'язав проценти до інфляції.
4. Закон про оподаткування надмірного підвищення заробітної плати, вводив так званий попівек (пол. popiwek) податкові обмеження на зростання заробітної плати в державних компаніях, для обмеження гіперінфляції.
5. Закон про нові правила оподаткування, запровадження однакових правил оподаткування для всіх компаній і скасування спеціальних податків, які раніше були застосовані до приватних компаній за допомогою прийняття адміністративних рішень.
6. Закон про господарську діяльність іноземних інвесторів, що дозволило іноземним компаніям і приватним особам інвестувати в Польську економіку і експортувати свій прибуток за кордон.
7. Закон про іноземні валюти, виправив внутрішню конвертованість злотого і скасував державну монополію на міжнародну торгівлю.
8. Закон з митного права, впровадив єдині ставки мита для всіх компаній.
9. Закон про зайнятість, яким регулювались обов'язки установ допомоги з безробіття.
10. Закон про особливі обставин, при яких працівник може бути звільнений, впровадив захист працівників державних компаній від масових звільнень і гарантував виплати допомоги з безробіття.

Наприкінці грудня план був схвалений Міжнародним валютним фондом. Підтримка МВФ була особливо важливою, оскільки державний борг різним іноземним банкам і урядам досяг суми в $ 42.3 млрд. (64.8% від ВВП) у 1989 році. МВФ надав Польщі стабілізаційного кредиту $ 1 млрд і резервного кредиту $ 720 мільйонів. Після цього Світовий банк надав Польщі додаткові кредити для модернізації експортно-орієнтованих підприємств. Багато урядів дотримались попередніх обов'язків та виплатили деякі з колишніх боргів комуністичній Польщі (близько 50% від суми позик і всіх накопичених відрахувань за проценти на 2001).